# Lokman Gör
Lokman Gör (* 15. Dezember 1990 in Rize) ist ein türkischer Fußballspieler in Diensten von Altay Izmir.

## Karriere
Gör begann mit dem Vereinsfußball in der Jugend von Fenerbahçe Istanbul und spielte anschließend für die Jugendmannschaften von Pendikspor, Gebzepor und Kasımpaşa Istanbul. Im Sommer 2009 ging er als Profifußballer wieder zum Drittligisten Pendikspor. Hier erkämpfte er sich sofort einen Stammplatz und absolvierte in seiner ersten Spielzeit 18 Ligabegegnungen.
Nachdem sein Vertrag mit Pendikspor zum Sommer 2012 ausgelaufen war, wechselte er zum Erstligisten Antalyaspor. Mit Antalyaspor nahm er zwar an dem Saisonvorbereitungscamp teil, wurde jedoch danach für die Dauer einer Spielzeit an den Zweitligisten Samsunspor ausgeliehen. Für die Saison 2013/14 wurde er in die TFF 1. Lig an den Aufsteiger Ankaraspor ausgeliehen. Im Sommer 2014 kehrte er zu Antalyaspor zurück und wurde für die anstehende Saison im Kader behalten. Für die Rückrunde der Saison 2015/16 lieh ihn sein Verein an den Zweitligisten Şanlıurfaspor aus.
Zur Saison 2016/17 wechselte er zum Zweitligisten Göztepe Izmir.

### Nationalmannschaft
Im März 2014 debütierte er für die zweite Auswahl der Türkische Nationalmannschaft, der türkischen A2-Nationalmannschaft.

## Erfolge
Mit Antalyaspor
- Play-off-Sieger der TFF 1. Lig und Aufstieg in die Süper Lig: 2014/15

Mit Göztepe Izmir
- Play-off-Sieger der TFF 1. Lig und Aufstieg in die Süper Lig: 2016/17

Mit Büyükşehir Belediye Erzurumspor
- Play-off-Sieger der TFF 1. Lig und Aufstieg in die Süper Lig: 2017/18